# مایکل هارت (فیلسوف)
مایکل هارت (انگلیسی: Michael Hardt؛ زادهٔ ۱۹۶۰) یک فیلسوف سیاسی و نظریه‌پرداز ادبی اهل ایالات متحده آمریکا است. هارت بیشتر بخاطر کتابش «امپراتوری» که به‌همراه آنتونیو نگری نوشته‌است شناخته می‌شود. کتابی که اسلاوی ژیژک آن را ستوده‌است و از آن به‌عنوان مانیفست کمونیست قرن بیست و یکم یاد می‌کند.